# Villa Marlier
A Villa Marlier, às vezes chamada de Villa de Wannsee, é uma propriedade localizada no bairro de Wannsee, em Berlim, na Alemanha. Em 20 de janeiro de 1942, acolheu a conferência de Wannsee, onde altos funcionários da Alemanha Nazista discutiram a organização administrativa, técnica e econômica do exterminação dos judeus da Europa. Desde 1992, o local abriga o museu Haus der Wannseekonferenz ("Casa da Conferência de Wannsee", em português).

## História
Construída entre 1914 e 1915 pelo comerciante Ernst Marlier, localizada na avenida Am Grossen Wannsee, 56-58,, esta grande propriedade possui um jardim de três hectares, projetado por um aluno de Alfred Messel. Em 1921, o industrial Friedrich Minoux, com ideias próximas do nacional-socialismo, adquiriu a casa, mas após dificuldades jurídicas (com cúmplices, defraudou a empresa de gás de Essen), foi obrigado a vendê-la novamente em 1940, pouco antes de ser preso. O comprador, por dois milhões de reichsmarks, foi a Nordhav-Stiftung, uma fundação da SS criada por Reinhard Heydrich para a construção e gestão de centros de férias da SD. Parece que a fundação serviu antes para adquirir bens imóveis em benefício de Heydrich e que este pretendia fazer da villa a sua residência privada. À época, o bairro de Wannsee, no sudoeste de Berlim, era um bairro nobre com os seus dois lagos e muitos líderes nazistas procuraram estabelecer-se ali, muitas vezes saqueando proprietários judeus.
A casa será então usada para acomodar executivos da SS que passam por Berlim.
Em 20 de janeiro de 1942, ali foi realizada a reunião conhecida como conferência de Wannsee, convocada por Heydrich, então chefe do RSHA, para, em suas palavras, "encontrar uma solução final para a questão judaica".
Em 1943, poucos meses após o assassinato de Heydrich, a propriedade foi transferida para o RSHA, mas a casa manteve a mesma função.
Após a guerra, foi ocupada por tropas soviéticas e americanas, antes de acolher, entre 1952 e 1988, as classes verdes das escolas do setor.
Foi o historiador Joseph Wulf quem tornou a Villa Marlier conhecida do público em geral como o local da conferência de Wannsee. Em 1965 propôs transformá-la em museu, mas só em 1992 é que foi inaugurado oficialmente como lugar de memória e ensino. Desde então, mais de 100 mil pessoas o visitam todos os anos.

## Descrição
A propriedade inclui um jardim elegante com vista para o lago Wannsee.

## Galeria

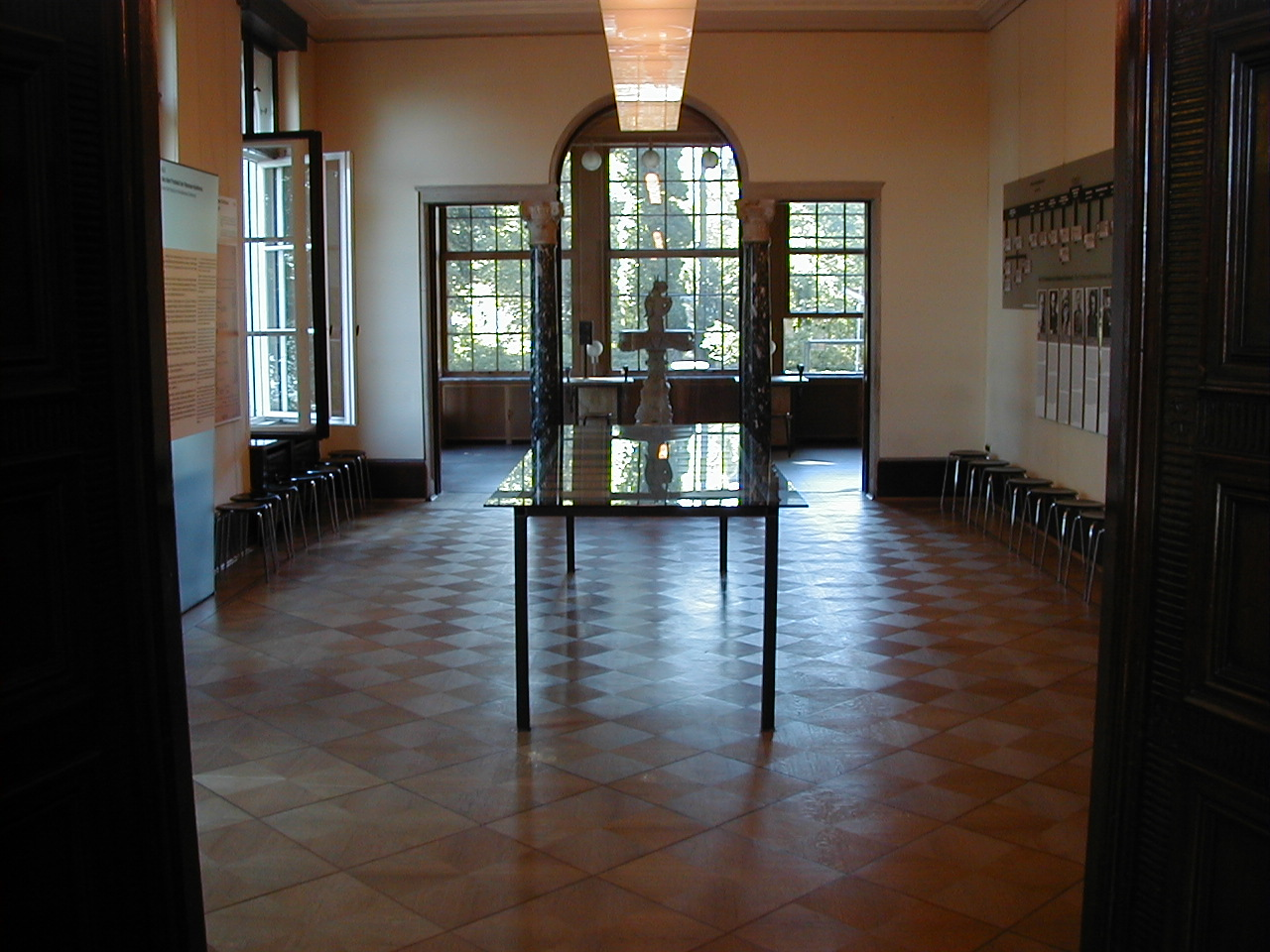
Interior da mansão.
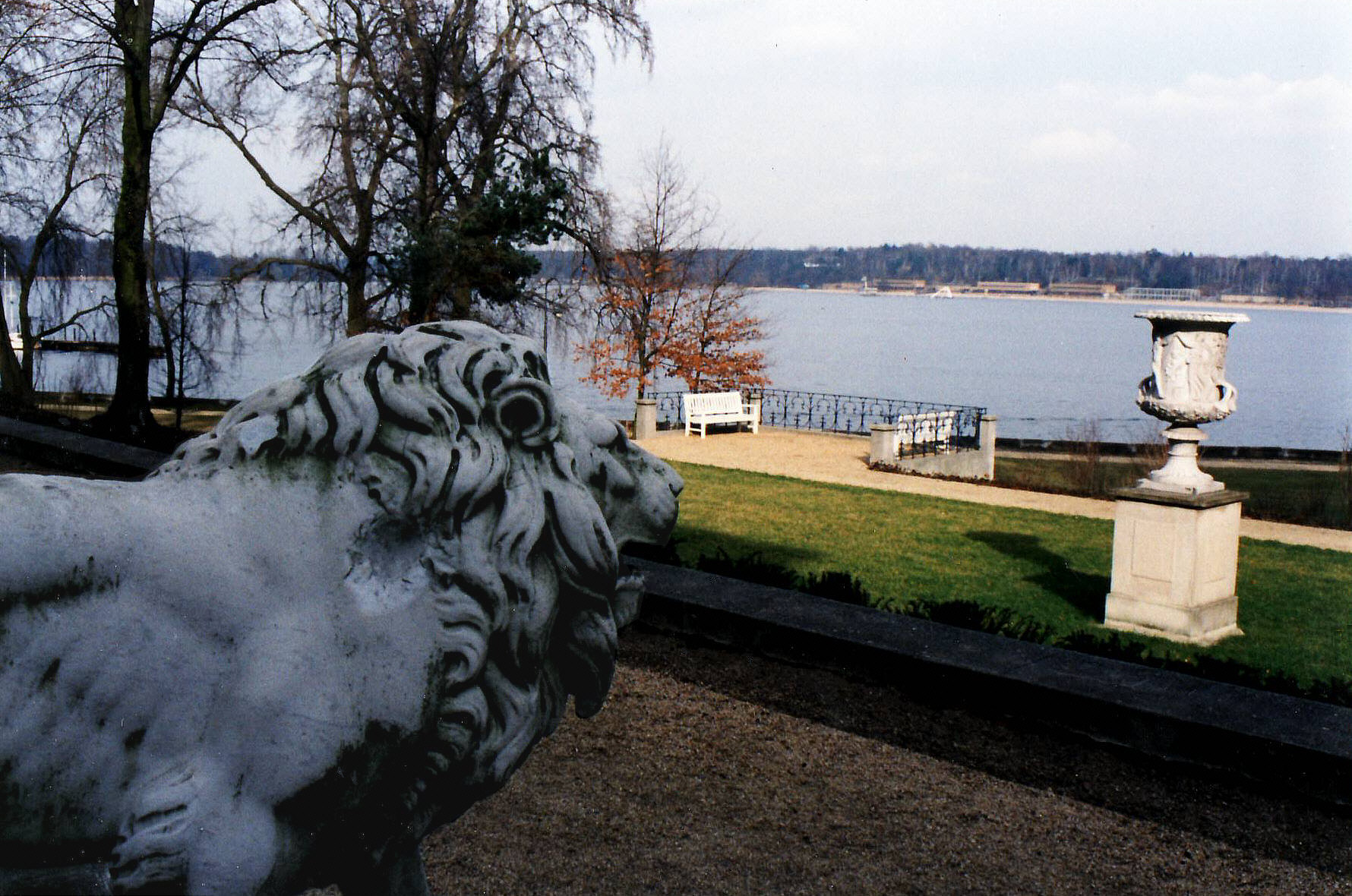
O lago visto a partir da mansão.
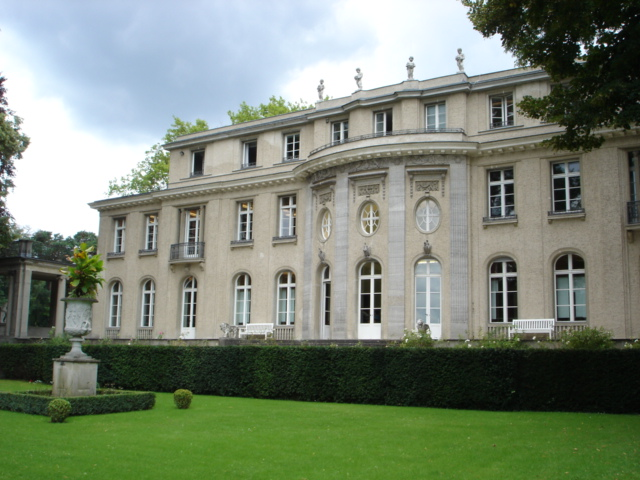
Fachada traseira.